# Kanton Quingey
Der Kanton Quingey war bis 2015 ein französischer Wahlkreis im Département Doubs und in der damaligen Region Franche-Comté. Er umfasste 35 Gemeinden im Arrondissement Besançon; sein Hauptort (frz.: chef-lieu) war Quingey. Die landesweiten Änderungen in der Zusammensetzung der Kantone brachten im März 2015 seine Auflösung. Vertreter im conseil général des Départements war zuletzt von 1992 bis 2015 Jacques Breuil.

## Gemeinden
| - Arc-et-Senans - Bartherans - Brères - Buffard - By - Cademène - Cessey - Charnay - Châtillon-sur-Lison - Chay - Chenecey-Buillon - Chouzelot | - Courcelles - Cussey-sur-Lison - Échay - Épeugney - Fourg - Goux-sous-Landet - Lavans-Quingey - Liesle - Lombard - Mesmay - Montfort - Montrond-le-Château | - Myon - Palantine - Paroy - Pessans - Pointvillers - Quingey - Rennes-sur-Loue - Ronchaux - Rouhe - Rurey - Samson |